# Кэш, Джон Картер
Джон Картер Кэш (англ. John Carter Cash, род. 3 марта 1970) — американский кантри-музыкант. Является единственным ребёнком Джонни Кэша от его брака с Джун Картер.

## Биография

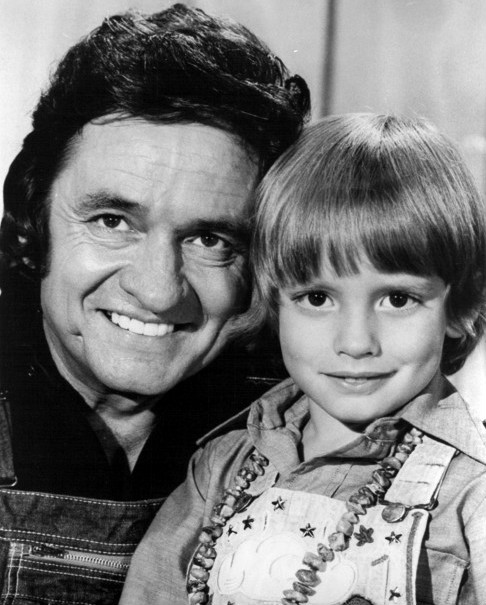
с отцом, ок. 1975

У Джона есть четыре старшие сводные сестры от первого брака его отца с Вивиан Кэш. Это Розанна, Кэти, Синди и Тара.
У него также есть две старшие сводные сестры от предыдущих браков его матери, певицы Карлин Картер и Рози Никс.
Через несколько лет после рождения Джона его отец изменил концовку песни «A Boy Named Sue», упомянув мальчика по имени. В 1972 году его родители записали дуэт «У меня есть мальчик (и его зовут Джон)» о своём сыне. В 1975 году его фотография с отцом была размещена на обложке альбома Look at Them Beans.
Как и многие его братья и сёстры, Джон Кэш пошёл по стопам своих родителей и занялся шоу-бизнесом. Он работал певцом, автором песен, музыкантом и продюсером. Он был музыкальным продюсером альбомов своей матери Press On и Wildwood Flower; последний получил премию «Грэмми» за лучший традиционный фолк-альбом.
Он был сопродюсером альбомов своего отца «American III: Solitary Man» и «American IV: The Man Comes Around». В начале 1990-х он гастролировал со своим отцом в качестве ритм-гитариста.
Он также продюсировал записи таких исполнителей, как Шерил Кроу, Лоретта Линн, Вилли Нельсон, Элвис Костелло, Крис Кристофферсон, Эммилу Харрис и Винс Гилл. Он владеет и управляет компанией Cash Cabin Enterprises, LLC, занимающейся музыкальным продюсированием в студии Cash Cabin.

## Личная жизнь
В 2016 году он женился на певице Ане Кристине Кэш в Чарлстоне. У них двое детей, Грейс Джун и Джеймс Кристоффер.
У Кэша также есть трое старших детей, Джозеф Джон, Анна Мэйбелл и Джек Эзра, от двух предыдущих браков, которые закончились разводом.